# Site archéologique de La Boussière
Le site archéologique de La Boussière est un complexe protohistorique, mais surtout antique. Ses structures sont implantées au lieu-dit « La Boussière », localisé au sein de la commune de Mâlain, dans le département de la Côte-d'Or, en région de Bourgogne-Franche-Comté.

## Localisation
Le site de « La Boussière » est situé non loin de l'Ouche, un affluent de la Saône.
Dans le cas particulier du site de « La Boussière » / Mediolanum de Mâlain, dont l'emplacement arrive au contact du plateau de Langres, relief géographique appartenant à la région de l'Auxois, territoire à caractère minéral argileux, son toponyme antique semble constituer un exemple concret de choix d'un nom de ville associé à son contexte géologique.
D'autre part, la cité de Mediolanum de Mâlain, à l'instar de celle de Châteaumeillant, apparaît liée à son cadre hydrologique. Tandis que l'antique cité de Châteaumeillant se révèle au centre d'un éperon rocheux entouré de deux petits cours d'eau, la Sinaise et la « Goutte-Noire », à proximité de la limite de la zone de partage hydrographique entre le Cher et l'Indre, le site mâlinois est, quant à lui, situé en limite de partage des eaux entre les bassins versants de la Seine et celui de la Saône.

## Toponymie
Pour les linguistes, le toponyme Mediolanum, est un terme récursif qui fait traditionnellement référence aux éléments géographiques de « plaine médiane », ou « milieu de la plaine », ou encore, « plaine du milieu ». Toutefois, certains spécialistes, comme le philologiste Georges Dottin (1863-1928), ont mis en évidence que le suffixe de déclinaison latine "-lanum" de Mediolanum serait étroitement associé au mot breton « lan », se traduisant par les termes « église », « sanctuaire », ou encore « terre consacrée ».
Globalement, Mediolanum, mot d'origine latine, se révèle au sein d'une aire géographique clairement délimitée. Il s'agit de l'ensemble des territoires celtiques (à l'exception de l'Ibérie), et de koinè (ou culture) celte, soit une zone qui englobe la Gaule chevelue, la Belgique, l'Armorique, la Bretagne insulaire, la Cisalpine et la Transalpine. Par ailleurs, l'adjonction du terme Mediolanum à certains complexes urbains celtes, correspond à une période allant de la fin l'époque hallstattienne « D » / début de celle La Tène « A » (Ve siècle av. J.-C.), jusqu'à la fin du Ier siècle av. J.-C..
Outre le cadre strictement topographique, trois autres facteurs apparaissent déterminer le choix de dénomination de certaines villes protohistoriques ou antique sous le toponyme Mediolanum : il s'agit des contextes géologique, pédologique et hydrographique. Ainsi, de nombreuses cités dont le nom est Mediolanum ou un dérivé de ce terme, sont fréquemment signalées dans les bassins hydrographiques du Rhône, de la Loire, et de la Seine,.
Grâce à la carte de Peutinger, il est actuellement possible de distinguer une importante quantité d'oppida gauloises dont l'appellation se rapporte à Mediolanum : c'est notamment le cas de cités telles que Mediolanum Santonum (l'actuelle Saintes) appartenant à la civitas des Santones, Mediolanum Aulercorum (pour la ville d'Évreux), Mediolanum Biturigum (l'actuelle Châteaumeillant département du Cher) appartenant au territoire des Biturii Cubi ou encore de l'Oppidum de Montmélian (civitates des Parisii),,.
Le nom de Mediolanum peut aussi être étroitement associé à la présence d'un complexe protohistorique à caractère cultuel et dont l'implantation est antérieure à l'assise de la cité. Sous cet angle, le suffixe "-lanum" se rapporte alors à un lieu de « clairière » ou d'« enclos sacré ».

## Histoire

### La cité gauloise
Les premières infrastructures de la cité, antérieures à la conquête de la Gaule, sont attribuées à la fin de l'Âge du fer : la cité gauloise, sous sa forme protohistorique, aurait été fondée aux environs de 100 à 70 av. J.-C.),. La cité, auparavant située à la confluence de trois territoires gaulois (celui des Séquanes, celui des Éduens et celui des Lingons), est à cette époque, au cours de La Tène « finale » « D », rattachée à la civitates des Lingons (en latin Lingones), dont le chef-lieu était Andemantunnum (l'actuelle ville de Langres).

### La ville romaine
Mediolanum a été fondée en 70 av. J.-C. Au cours des Ier et IIe siècles apr. J.-C., la ville s'étend sur plus de 200 hectares et les échanges commerciaux y sont prospères. Située à la même hauteur que Dijon (Divio).
L'essentiel de la parure monumentale du site est mise en place au début du Ier siècle, après la guerre des Gaules. La cité connaît alors une occupation d'importance dès le début de la période gallo-romaine. Le complexe urbain antique fait l'objet d'un développement urbanistique à partir du IIe siècle apr. J.-C. Il est alors dénommé sous le toponyme de mediolanum.
L'ensemble du site gallo-romain est inscrit sur la liste des monuments historiques de France depuis le 16 octobre 1992.

## Vestiges

### Les fouilles archéologiques
Les prospections systématiques du site, débutées dans les années 1960 (en 1967), ont mis en évidence un temple, sous la forme d'un fanum, un édifice religieux dédié au cultes celto-romains de Mars « Cicolluis » et de Litavis, ainsi que des infrastructures d'habitats domestiques sous la forme de domus ou de résidence édiliaire ou encore de villæ. Ultérieurement à la réalisation de travaux opérés sur l'axe principal qui longeait l'église primitive aujourd'hui disparue, d'autres programmes d'investigations préventives, effectuées pour les unes par méthodes de sondage, par prospection aérienne pour les autres, ont permis de révéler et de découvrir d'autres structures monumentales dites « publiques », telles qu'un théâtre, un deuxième fanum, ainsi qu'un établissement thermal.
Enfin différentes recherches de terrain, réalisées sous la direction du « Groupe archéologique du Mesmontois », ont permis le dégagement de nombreux artefact tels que des amphores, des pièces de monnaie gauloises,,, ou encore des objets de confection artisanale étrusques. Ces témoignages archéologiques semble confirmer à l'ancienne cité de Mediolanum, un statut de zone d'échanges commerciaux d'importance.

### Le Temple de Mars Cicolluis Litavis
La prospection aérienne du site du sanctuaire du dieu Mars Cicolluis, et à Litavis, avec son enclos cultuel protohistorique. Ce site a livré de nombreux objets : bassins, colonnes, corniches, autels, inscriptions. Le fanum, de plan quadrangulaire une grande salle à exèdre,

### Les thermes
Un aqueduc et des bâtiments faisant penser à des thermes sont localisés à 750 mètres au couchant du théâtre.

### Le théâtre
Le théâtre situé sur la rive droite de la Douix a été découvert en 1976.